# Miki Sudo
Pour les articles homonymes, voir Sudo (homonymie).
 (juillet 2020).
Miki Victoria Sudo, née à New York le 22 juillet 1985est une compétitrice en alimentation sportive.  
Ses accomplissements les plus importants sont ses victoires dans la compétition féminine au Nathan's Hot Dog Eating Contest (en) en 2014, 2015, 2016 et 2017. Sa victoire en 2014 dans le concours détrône Sonya Thomas, qui avait remporté la compétition féminine depuis sa création en 2011.

## Biographie
Sudo est née à New York d'un père japonais et d'une mère européenne américaine,. À l'âge de cinq ans, elle a déménagé au Japon avec sa famille et y a vécu pendant sept ans avant de revenir aux États-Unis.

### Carrière dans la compétition d'alimentation sportive
Sudo a commencé l'alimentation sportive en 2013, en gagnant un concours de consommation de Phở. En 2014, elle est parvenue en haut du classement des femmes de la Major League Eating (en), et a atteint en 2015 le top trois.

## Résultats de la compétition Nathan Famous Hot Dog
| Année | Hot-dogs | Classement |
| 2020  | 48,5     | 1re place  |
| 2019  | 31       | 1re place  |
| 2018  | 37       | 1re place  |
| 2017  | 41       | 1re place  |
| 2016  | 38.5     | 1re place  |
| 2015  | 38       | 1re place  |
| 2014  | 34       | 1re place  |

### Autres réalisations
| Nom de l'évènement                                                           | Classement | Total  | Unités             | Durée       | Lieu                           | Date               |
| Festival mondial du championnat de consommation de tartes                    | 3e         | 9.5    | pounds             | 8 min       | Buena Park, CA                 | 19 mars 2016       |
| Silver Slipper World Meat Pie Eating Championship                            | 2e         | 21.5   | tartes à la viande | 10 min      | Bay St. Louis, MS              | 5 mars 2016        |
| The Palm Beach Outlets World Birthday Cake-Eating Championship               | 2e         | 9      | pounds             | 8 min       | West Palm Beach, FL            | 14 février 2016    |
| World Chili Eating Challenge                                                 | 3e         | 6      | 32 oz. bowls       | 6 min       | Orlando, FL                    | 6 février 2016     |
| World Famous St. Elmo Shrimp Cocktail-Eating Championship                    | 2e         | 7.42   | pounds             | 8 min       | Indianapolis, IN               | 5 décembre 2015    |
| Foxwoods World Turkey-Eating Championship                                    | 1re        | 8.8    | pounds             | 10 min      | Mashantucket, CT               | 21 novembre 2015   |
| World Record Gumbo Eating Championship                                       | 2e         | 14.5   | pounds             | 8 min       | Larose, LA                     | 7 novembre 2015    |
| Siegi’s World Championship Bratwurst Eating Contest                          | 2e         | 43     | saucisse           | 10 min      | Tulsa, OK                      | 24 octobre 2015    |
| Martorano’s Masters World Pasta Eating Championship                          | 2e         | 7      | pounds             | 8 min       | Las Vegas, NV                  | 17 octobre 2015    |
| Elk Grove Giant Pumpkin Festival World Pumpkin Pie Eating Championship       | 2e         | 13.75  | pounds             | 8 min       | Elk Grove, CA                  | 4 octobre 2015     |
| Western Days Festival World Tamale Eating Championship                       | 1ere       | 61     | tamal              | 12 min      | Lewisville, TX                 | 26 septembre 2015  |
| U.S. National Buffalo Wing Eating Championship                               | 2e         | 170    | ailes              | 12 min      | Buffalo, NY                    | 6 septembre 2015   |
| Buffalo Buffet Bowl                                                          | 3e         | 5      | lbs. food          | 10 min 32 s | Buffalo, NY                    | 5 septembre 2015   |
| John Ascuaga's Nugget World Rib Eating Championship                          | 3e         | 6.25   | pounds             | 12 min      | Sparks, NV                     | 2 septembre 2015   |
| Day-Lee Foods World Gyoza Eating Championship                                | 3e         | 178    | gyozas             | 10 min      | Los Angeles, CA                | 22 août 2015       |
| Chacho's World Taco Eating Contest                                           | 3e         | 58     | tacos              | 8 min       | San Jose, CA                   | 15 août 2015       |
| Hooters World Wing Eating Championship                                       | 7e         | 154    | wings              | 10 min      | Clearwater, FL                 | 25 juillet 2015    |
| Nathan's Famous Hot Dog Eating Contest - women                               | 1re        | 38     | hot-dog            | 10 min      | Brooklyn, NY                   | 4 juillet 2015     |
| Meadowlands Racing & Entertainment World Pork Roll-Eating Championship       | 2e         | 5.5    | pounds             | 10 min      | East Rutherford, NJ            | 20 juin 2015       |
| Ribfest Chicago's Ribmania Eating Championship                               | 2e         | 2.9    | pounds             | 8 min       | Chicago, IL                    | 12 juin 2015       |
| Denver Outlaws World Burrito Eating Championship Presented By Illegal Pete’s | 2e         | 13.875 | pounds             | 10 min      | Denver, CO                     | 24 mai 2015        |
| West Virginia Three Rivers Festival Pepperoni Roll Eating World Championship | 2e         | 28.5   | rolls              | 10 min      | Fairmont, WV                   | 23 mai 2015        |
| Niko Niko's World Gyro Eating Championship                                   | 3e         | 14.5   | gyros              | 10 min      | Houston, TX                    | 17 mai 2015        |
| The Knott's Boysenberry Festival World Pie Eating Championship               | 2e         | 11.3   | pounds             | 8 min       | Buena Park, CA                 | 28 mars 2015       |
| World Chili Eating Challenge                                                 | 2e         | 7.25   | bowls              | 6 min       | Orlando, FL                    | 7 mars 2015        |
| The Palm Beach Outlets World Birthday Cake-Eating Championship               | 2e         | 9      | pounds             | 8 min       | West Palm Beach, FL            | 14 février 2015    |
| Foxwoods World Turkey-Eating Championship                                    | 3e         | 6.2    | pounds             | 10 min      | Mashantucket, CT               | 22 novembre 2014   |
| Horseshoe World Pierogi-Eating Championship                                  | 3e         | 83     | pierogies          | 8 min       | Hammond, IN                    | 8 octobre 2014     |
| Elk Grove Giant Pumpkin Festival World Pumpkin Pie Eating Championship       | 3e         | 12.5   | pies               | 8 min       | Elk Grove, CA                  | 5 octobre 2014     |
| Western Days Festival World Tamale Eating Championship                       | 2e         | 65     | tamales            | 12 min      | Lewisville, TX                 | 27 septembre 2014  |
| World Oyster Eating Championship                                             | 2e         | 145    | oysters            | 3 min       | Hillsborough, Northern Ireland | 6 septembre 2014   |
| John Ascuaga's Nugget World Rib Eating Championship                          | 3e         | 6.4375 | pounds             | 12 min      | Sparks, NV                     | 27 août 2014       |
| Day-Lee Foods World Gyoza Eating Championship                                | 3e         | 199    | dumplings          | 10 min      | Los Angeles, CA                | 16 août 2014       |
| Nathan's Famous Hot Dog Eating Contest - women                               | 1re        | 34     | hot dogs           | 10 min      | Brooklyn, NY                   | 4 juillet 2014     |
| Nathan's Famous Hot Dog Eating Contest Qualifier                             | 1re        | 40     | hot dogs           | 10 min      | Sonoma, CA                     | 22 juin 2014       |
| Ribfest Chicago's Ribmania Eating Championship                               | 1re        | 4.8    | pounds             | 8 min       | Chicago, IL                    | 6 juin 2014        |
| West Virginia Three Rivers Festival Pepperoni Roll Eating World Championship | 2e         | 26     | rolls              | 10 min      | Fairmont, WV                   | 24 mai 2014        |
| National Sweet Corn Eating Championship                                      | 2e         | 42     | ears               | 12 min      | West Palm Beach, FL            | 27 avril 2014      |
| World Deep-Fried Asparagus Eating Championship                               | 3e         | 7.25   | pounds             | 10 min      | Stockton, CA                   | 26 avril 2014      |
| Magnify Credit Union World Ice Cream Eating Championship                     | 2e         | 13.5   | pints              | 6 min       | Lakeland, FL                   | 12 avril 2014      |
| Creek Indian Taco Eating Contest at Wind Creek’s Throw down                  | 3e         | 18.5   | Indian tacos       | 8 min       | Atmore, AL                     | 29 mars 2014       |
| World Twinkie Eating Championship                                            | 3e         | 71     | Twinkies           | 6 min       | Tunica, MS                     | 26 octobre 2013    |
| Ben's Chili Bowl World Chili Eating Championship                             | 3e         | 1.687  | gallons            | 6 min       | Washington, DC                 | 12 octobre 2013    |
| Radcliff Days World Hard-Boiled Egg Eating Championship                      | 3e         | 109    | eggs               | 8 min       | Radcliff, KY                   | 5 octobre 2013     |
| Western Days Festival World Tamale Eating Championship                       | 3e         | 76     | tamales            | 10 min      | Lewisville, TX                 | 28 septembre 2013  |
| Oktoberfest Zinzinnati World Bratwurst-Eating Championship                   | 2e         | 61.5   | sausages           | 10 min      | Cincinnati, OH                 | 22 septembre 2013  |
| U.S. National Buffalo Wing Eating Championship                               | 1re        | 6.7    | pounds             | 12 min      | Buffalo, NY                    | 1er septembre 2013 |
| Buffalo Buffet Bowl                                                          | 1re        | 5      | lbs. misc items    | 4 min 17 s  | Buffalo, NY                    | 31 août 2013       |
| John Ascuaga's Nugget World Rib Eating Championship                          | 3e         | 7.1    | pounds             | 12 min      | Sparks, NV                     | 28 août 2013       |
| Day-Lee Foods World Gyoza Eating Championship                                | 3e         | 204    | dumplings          | 10 min      | Los Angeles, CA                | 17 août 2013       |
| World Kimchi Eating Championship                                             | 1re        | 17     | plates             | 6 min       | Chicago, IL                    | 11 août 2013       |
| Hooters World Wing Eating Championship                                       | 2e         | 155    | wings              | 10 min      | Clearwater, FL                 | 25 juillet 2013    |
| Hooters Wing Eating Qualifier                                                | 1re        | 192    | wings              | 10 min      | Las Vegas, NV                  | 26 juin 2013       |
| Ribfest Chicago's Ribmania Eating Championship                               | 1re        | 2.9    | pounds             | 6 min       | Chicago, IL                    | 7 juin 2013        |
| West Virginia Three Rivers Festival Pepperoni Roll Eating World Championship | 2e         | 27.5   | rolls              | 10 min      | Fairmont, WV                   | 25 mai 2013        |
| World Gyro Eating Championship                                               | 3e         | 15.5   | gyros              | 10 min      | Houston, TX                    | 19 mai 2013        |
| World Deep-Fried Asparagus Eating Championship                               | 3e         | 7.5    | pounds             | 10 min      | Stockton, CA                   | 27 avril 2013      |
| Nathan's Famous Hot Dog Eating Contest Qualifier                             | 1re        | 40     | hot dogs           | 10 min      | Las Vegas, NV                  | 20 avril 2013      |